# 요한 루드비그 루네베리

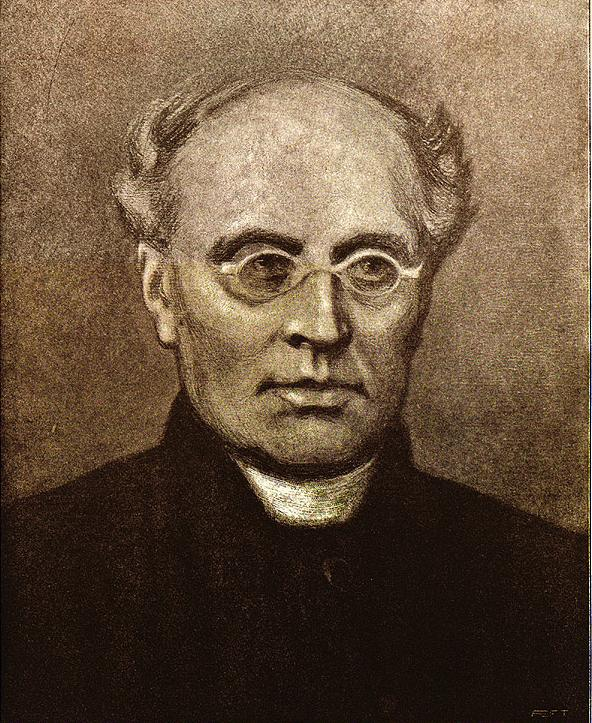
요한 루드비그 루네베리

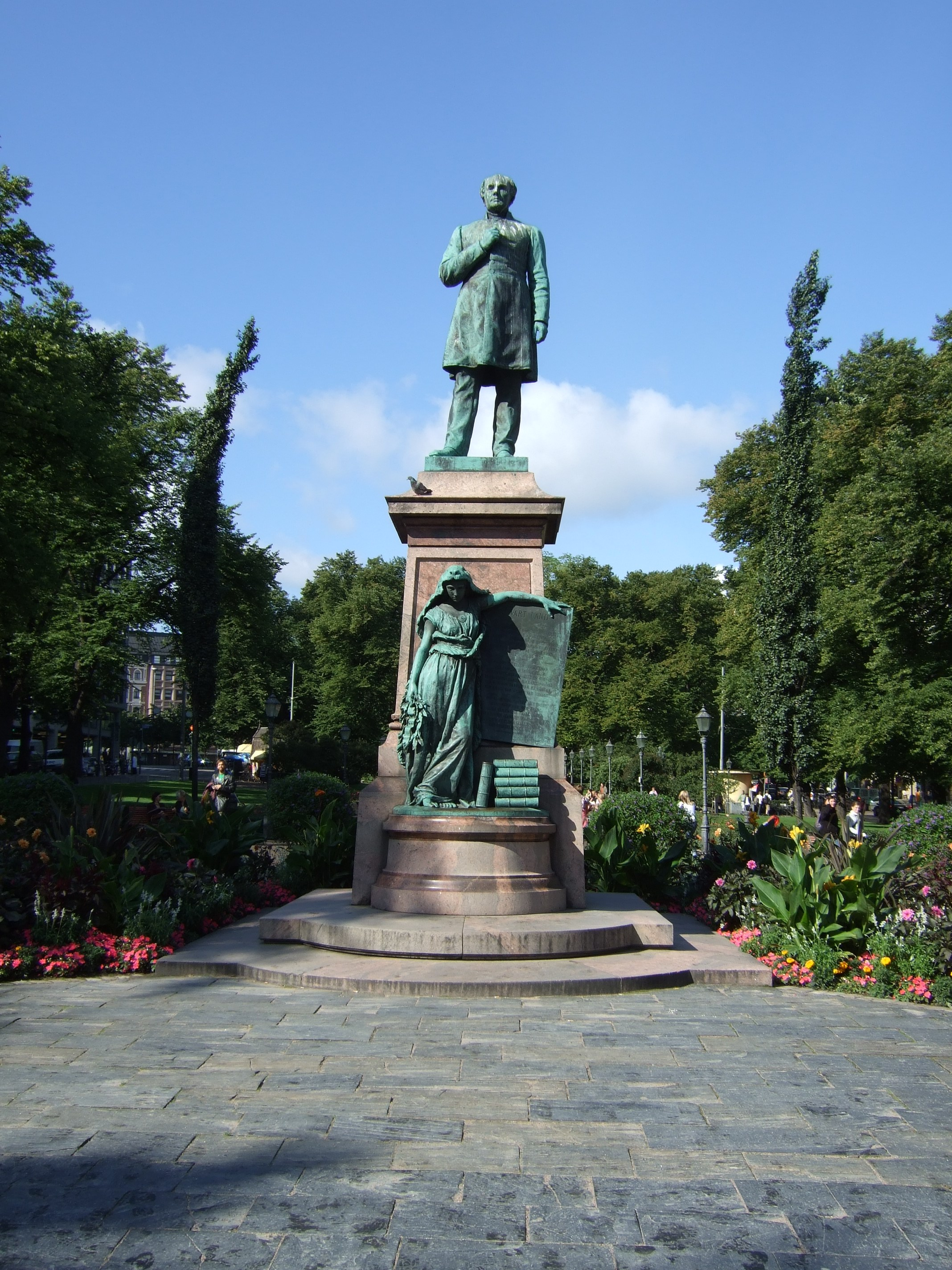
핀란드 헬싱키에 건립된 요한 루드비그 루네베리의 동상

요한 루드비그 루네베리(스웨덴어: Johan Ludvig Runeberg, 1804년 2월 5일 ~ 1877년 5월 6일)는 핀란드의 스웨덴계 시인이다. 핀란드의 국민 시인 가운데 하나로 여겨지고 있으며 그가 지은 시 가운데 하나인 《우리 나라》(스웨덴어: Vårt land 보르트 란드[*], 핀란드어: Maamme 맘메[*])는 핀란드의 국가로 사용되고 있다.

## 생애
1804년 2월 5일 스웨덴의 지배를 받고 있던 핀란드 야콥스타드(Jakobstad, 현재의 핀란드 피에타사리(Pietarsaari))에서 스웨덴어 사용 핀란드인 부모의 아들로 태어났다. 8세부터 삼촌과 함께 거주하면서 오울루에 위치한 학교에서 교육을 받았고 나중에 바사에서 교육을 받게 된다.
투르쿠 제국 학회 재학 시절에는 라틴어, 그리스어를 전공했고 철학자 겸 정치인인 요한 빌헬름 스넬만(Johan Vilhelm Snellman), 시인 겸 역사가인 자카리아스 토펠리우스(Zacharias Topelius)와는 친구처럼 지내기도 했다. 1827년에는 투르쿠 제국 학회에서 철학 석사 학위를 받았다.
1822년부터 1826년까지 헬싱키 알렉산드르 제국 대학교(현재의 헬싱키 대학교의 전신)에서 가정 교사로 근무했으며 1827년에는 시간 강사로 근무했다. 1831년부터 1836년까지는 헬싱포르스 스웨덴어 학회에서 교사로 근무했다. 1831년에는 작가 겸 시인인 프레드리카 루네베리(Fredrika Runeberg, 결혼 이전의 성(姓)은 텡스트룀(Tengström))와 결혼했고 슬하에 8명의 자녀를 두었다.
1837년부터 포르보 김나지움에서 라틴어 교사로 근무했고 1848년부터 1860년까지 러시아 제국과 스웨덴 사이에 일어난 핀란드 전쟁을 소재로 한 영웅주의 서사시 《기수 스톨 이야기》(Fänrik Ståls sägner)를 집필했다. 특히 《기수 스톨 이야기》의 서문에 등장하는 시 《우리 나라》(Vårt land)는 시인인 파보 카얀데르(Paavo Cajander)에 의해 핀란드어로 번역되었고 나중에 핀란드의 국가로 채택되었다.
요한 루드비그 루네베리의 작품은 낭만주의, 핀란드 민족주의의 영향을 받은 것이 특징이며 본인이 핀란드의 시골에서 직접 경험한 내용을 반영하고 있다. 또한 요한 루드비그 루네베리는 핀란드어 루터교 찬송가를 근대화하는 과정에 참여하기도 했다. 1877년 5월 6일 핀란드 포르보에서 사망했으며 그 외의 작품으로는 이상주의 시 《큰사슴 사냥꾼》(Älgskyttarna, 1832년), 서사시 《피얄라르 왕》(Kung Fjalar, 1844년) 등이 있다.
핀란드에서는 그가 태어난 2월 5일을 루네베리의 날(핀란드어: Runebergin päivä 루네베르긴 패이배[*])로 정하고 이를 기념한다. 1865년에는 그의 첫째 아들이자 조각가인 발테르 루네베리(Walter Runeberg)가 건립한 요한 루드비그 루네베리의 동상이 핀란드 헬싱키에 건립되었다. 2004년 핀란드에서는 그의 탄생 200주년을 기념하는 10유로 기념주화가 발행되었다.

## 같이 보기
- 루네베리 토르테